# Schulstartaktion

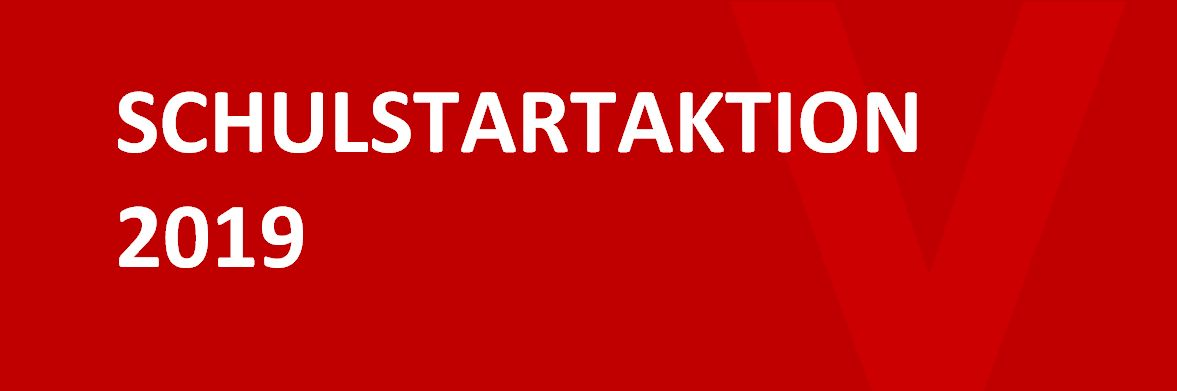
Schulstartaktion 2019

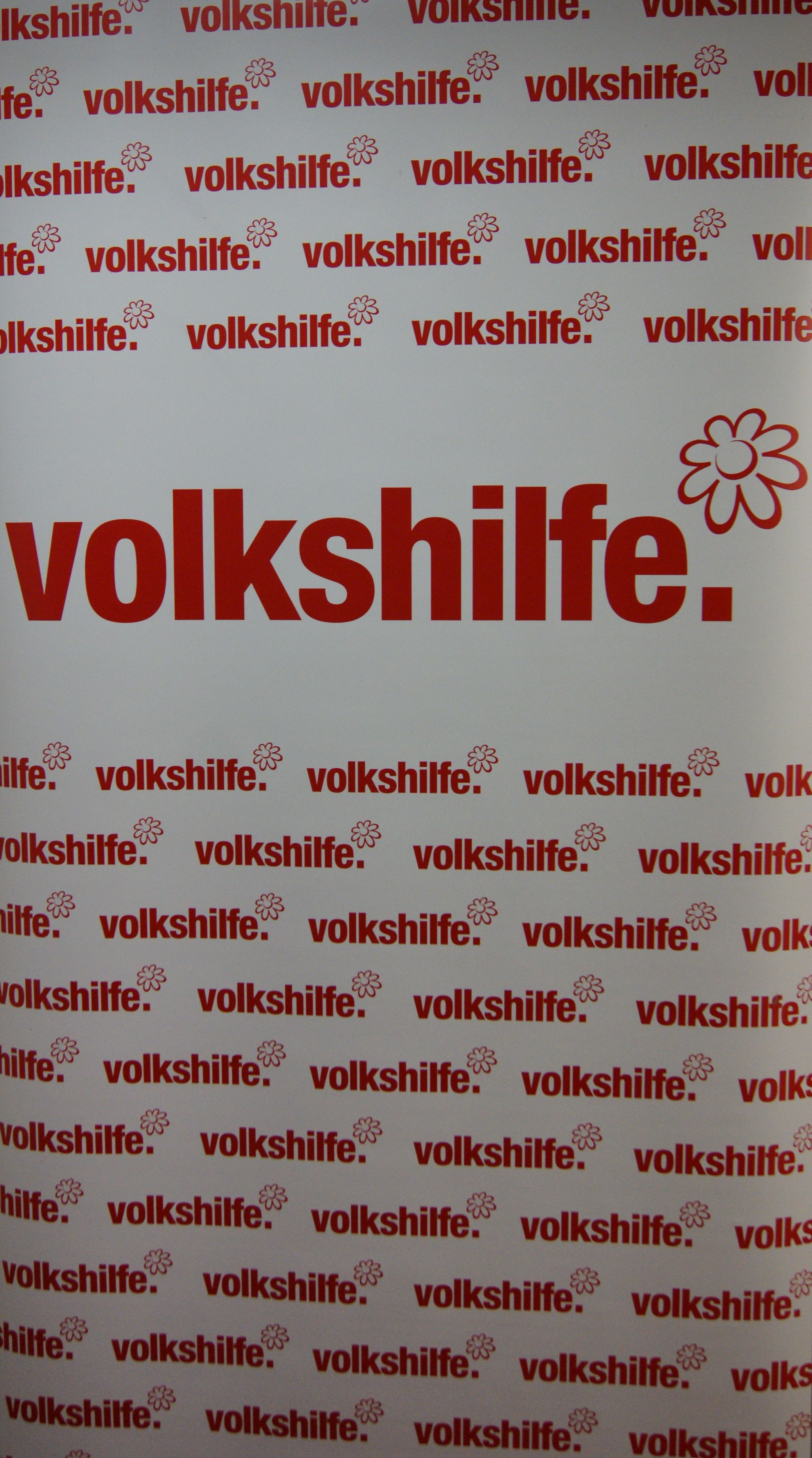
Volkshilfe-Logo

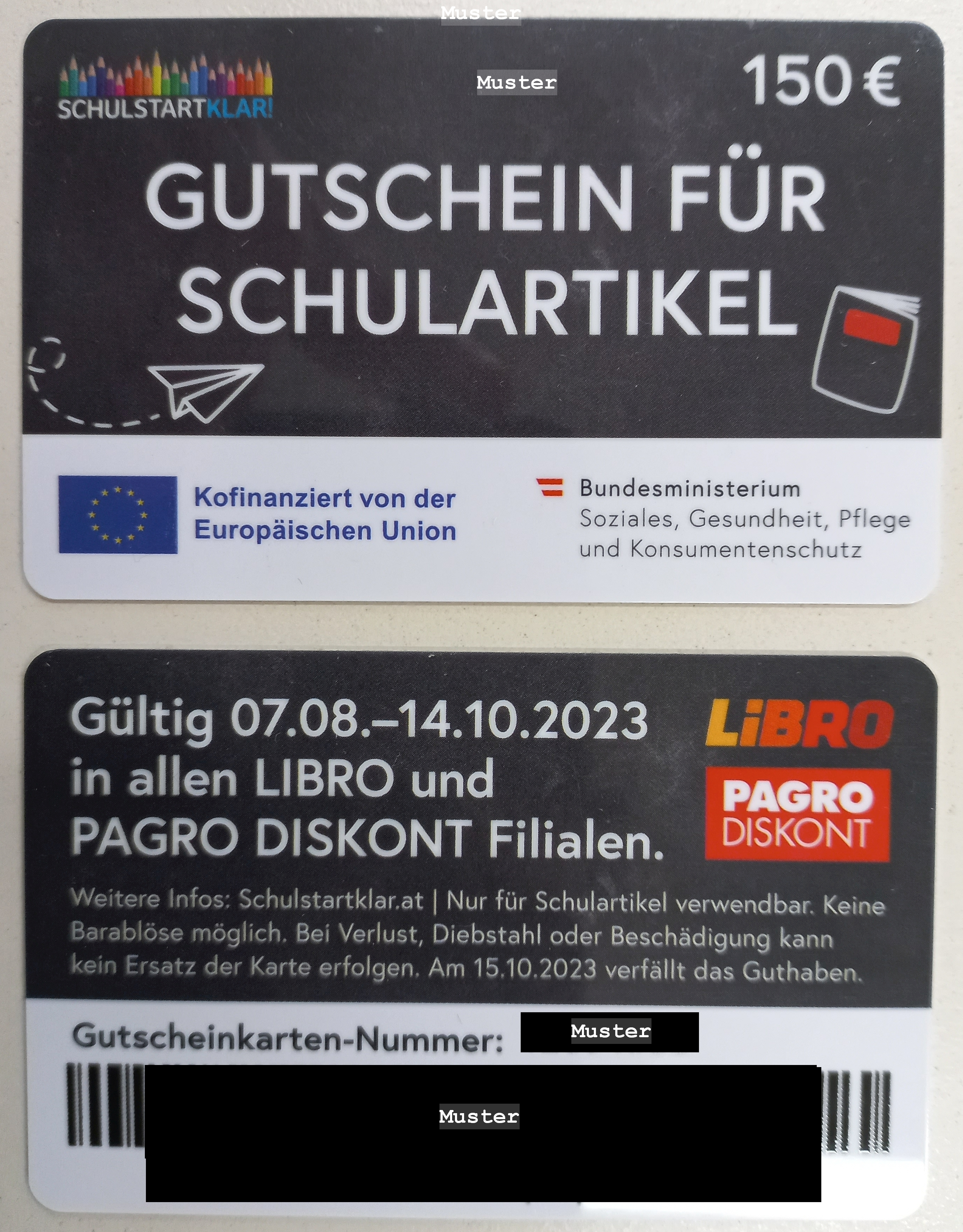
Ausgegebene Schulstartklar-Gutscheine über 150 Euro je Kind des Sozialministeriums 2023

Die Schulstartaktion ist eine von der Volkshilfe Vorarlberg 2008 begründete Maßnahme zur Unterstützung armutsgefährdeter Familien, die im September jeden Jahres Unterstützung erhalten, um die kostenintensive Einschulung schulpflichtiger Kinder für die Eltern zu erleichtern. Seit 2011 wird diese Schulstartaktion von der österreichischen Volkshilfe in allen Bundesländern durchgeführt.

## Ziel und Ursache
Ziel ist es unter anderem auch die soziale Ungleichheit auszugleichen. In Österreich sind rund 300.000 Kinder armutsgefährdet und weitere 80.000 ausgrenzungsgefährdet. Der Schulstart bedeutet für Familien in Österreich, das zu Schulbeginn in kurzer Zeit (September bis Oktober) nicht nur die Materialien (Schulhefte, Schreibzeug, Zeichenmaterial etc.), sondern auch Ausflüge und Exkursionen aus dem Familieneinkommen finanziert werden müssen. Nach einer Untersuchung der Arbeiterkammer fallen in dieser Zeit durchschnittlich rund 855 Euro pro Schulkind an. 2019 gab die Volkshilfe Österreich Gutscheine im Wert von 60.000 Euro in Form von LIBRO Gutscheinen an Familien mit schulpflichtigen Kindern aus, deren Einkommen unter der Armutsgefährdungsschwelle liegt.

## Finanzierung
2004 konnte Margit Fischer als Schirmfrau für die Aktion Armut tut weh, einer Kampagne der Volkshilfe gegen Armut in Österreich, gewonnen werden. Margit Fischer engagiert sich seither für die Volkshilfe.
2006 wurde von der Volkshilfe Österreich der Margit Fischer Fonds (nunmehr: Armuts Kampagne) gegründet, und mit Fundraising begonnen. Die Volkshilfe bekam das Gütesiegel für Sammlungen für diesen mildtätigen Zweck. Die Sammlungen der bundesweiten Sammelaktionen werden auf die Bundesländer aufgeteilt und mussten zwingend mildtätigen Zwecken, mit Nachweisen über das Einkommen der Empfänger, verwendet werden. Einer der Verwendungszwecke ist die Schulstartaktion.

### Volkshilfe Vorarlberg
Federführend bei der Entwicklung (Erfindung) der Schulstartaktion ab 2008 war die Volkshilfe in Vorarlberg unter der Präsidentin Annegret Senn. Es wurde begonnen, Eltern von schulpflichtigen Kindern für den kostenintensiven Monat September (Einschulung der Kinder, Schulbeginn), mit Euro 50 pro Kind (höchstens 200 €) zu unterstützen, sofern dies aufgrund des Haushaltseinkommens notwendig war. Die Volkshilfe Vorarlberg unterstützt jährlich rund 600 schulpflichtige Kinder im Rahmen der Schulstartaktion. Die Kosten für die Schulstartaktion für die Verwaltung wird von der Landesorganisation zur Gänze selbst getragen.

### Volkshilfe Österreich
Die Volkshilfe Österreich nahm die Vorarlberger Schulstartaktion auf und ab 2011 wurde die Schulstartaktion von der Volkshilfe Österreich in allen Bundesländern in Österreich eingeführt.
Mit Unterstützung der Firma LIBRO kaufte die Volkshilfe Gutscheine, die dann in den einzelnen Bundesländer von den Landesorganisationen an bedürftige Familien verteilt wurden. Ab 2011 war die Volkshilfe Österreich die Organisation, welche die Schulstartaktion bundesweit durchführte. In Vorarlberg wurden und werden – im Gegensatz zu den anderen Bundesländern – die Gutscheine und Bargeld ausgegeben.

### Schulstartpaket
Seit 2015 gibt es österreichweit ein sogenanntes Schulstartpaket. Dieses basiert unter anderem auf der Grundidee Schulstartaktion der Vorarlberger Volkshilfe. Das Schulstartpaket wird aus öffentlichen Mitteln vom Sozialministerium (BMASGK) finanziert und vom Roten Kreuz (ÖRK) bis 2021 ausgegeben. Seit 2022 wird die Schulstartaktion von der Volkshilfe koordiniert. Das Schulstartpaket ist vom Inhalt her nur sehr eingeschränkt variabel. Es gibt nur Sachleistungen, keine Geldleistungen. Das Schulstartpaket erhalten zudem nur Familien, die Sozialhilfe / Mindestsicherung erhalten, weswegen eine Weiterführung der Schulstartaktion der Volkshilfe erforderlich war, da es viele Familien, Alleinerzieherinnen und Pensionisten gibt, die Schulkinder haben und mit einem Einkommen unter der Armutsgefährdungsschwelle leben müssen, jedoch keine Sozialhilfe / Mindestsicherung erhalten oder beziehen. Dabei wird darauf geachtet, dass es zu keiner Doppelförderung kommt. Von jährlich rund 55.000 Anspruchsberechtigten nehmen rund 80 % (rund 45.000) das Schulstartpaket in Anspruch.